# Scentre Group
Scentre Group ist ein australisches Immobilienunternehmen mit Sitz in Sydney. Die Gruppe ist die Muttergesellschaft von Scentre Group Trust 1 (SGT1), Scentre Group Trust 2 (SGT2) und Scentre Group Trust 3 (SGT3). Das Unternehmen besitzt und betreibt ein Portfolio von Einkaufszentren in Australien und Neuseeland. Das Portfolio des Unternehmens umfasst rund 42 Einkaufszentren unter der Marke Westfield und über 12.000 Einzelhandelsgeschäfte. Das Unternehmen übernimmt für seine Zentren Eigentums-, Entwicklungs-, Entwurfs-, Bau-, Fonds- / Vermögensverwaltungs-, Immobilienverwaltungs-, Leasing- und Marketingaktivitäten.
Es wurde 2014 gegründet und ist im S&P/ASX 50 notiert.

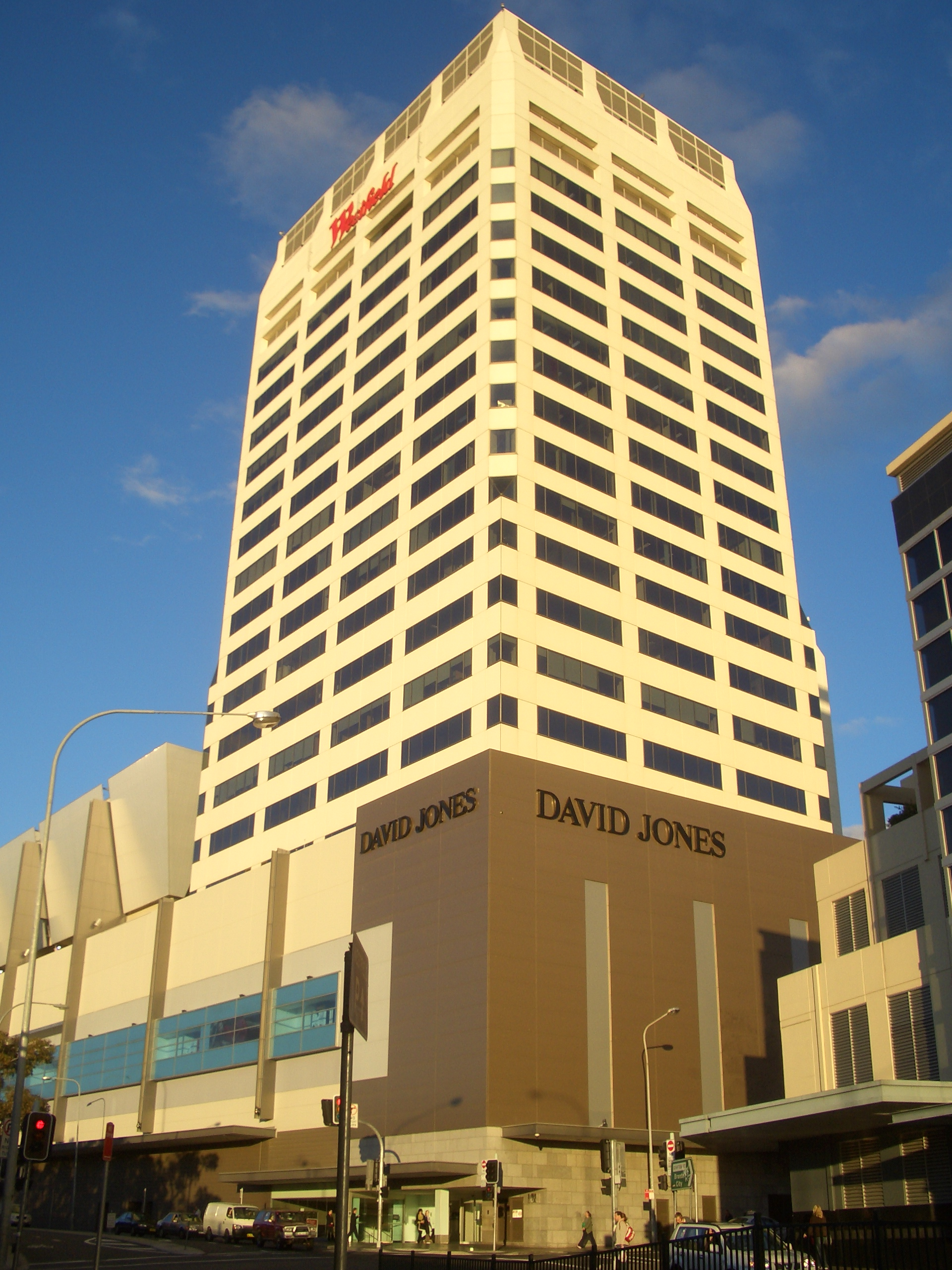
Bondi Junction 4

## Geschichte
- 1959: Im Juli 1959 eröffneten John Saunders und Frank Lowy ihr erstes Einkaufszentrum – das Westfield Plaza in Blacktown. Es enthielt 12 Läden, 2 Kaufhäuser und einen Supermarkt.
- 1960: Börsengang an der australischen Börse. Es wurden 300.000 Aktien zum Ausgabepreis von 5 Schilling begeben.
- 1961: Das erste Projekt wurde in Hornsby eröffnet. Es enthielt 22 Läden.
- 1962: Bis Dezember wurden 8 Einkaufszentren in der Region Sydney eröffnet.
- 1969: Bis 1969 wurden weitere 3 Einkaufszentren eröffnet.
- 1970: Das Westfield Hauptquartier wurde an Williams Street in Sydney eröffnet. In den 1970er-Jahren werden 6 neue Einkaufszentren werden eröffnet.
- 1977: Eintritt in den U.S.-Markt durch Erwerb eines Zentrums in Trumbull, Connecticut.
- 1980: 1980 erwarb Westfield drei neue Zentren in den USA, in Kalifornien, Michigan und Connecticut. Das Unternehmen erwarb 1986 auch das Macy's-Portfolio und gründete 1987 seinen Hauptsitz in den USA in Los Angeles. 1988 gab es sieben Zentren im US-Portfolio von Westfield im Wert von 1,1 Mrd. USD.
- 1986: Erwerb von drei renommierten Einkaufszentren in den USA. Die Akquisition umfasste das Garden State Plaza in Paramus, New Jersey.
- 1992: In Australien wurden in Doncaster (Melbourne) sowie in Liverpool und Miranda in Sydney umfangreiche Sanierungen durchgeführt. Nach seiner Fertigstellung wurde Miranda Australiens größtes Einkaufszentrum und das erste mit mehr als 300 Geschäften. Im Laufe des Jahrzehnts wurden 16 Zentren neu entwickelt und das Portfolio von 21 auf 30 Zentren erweitert.
- 1997: Eintritt in den neuseeländischen Markt.
- 2000: Eintritt in den britischen Markt.
- 2002: Erwerb von 9 Einkaufszentren in den USA.
- 2004: Gründung der Westfield Group durch Fusion von Westfield Holdings, Westfield Trust und  Westfield America . Dadurch wurde die nach Aktienmarktkapitalisierung weltweit größte Einzelhandelsimmobiliengruppe gebildet.
- 2014: Die Westfield Group trennt ihr australisches und neuseeländisches Geschäft vom übrigen Geschäft. Am 30. Juni 2014 wird die Scentre Group durch Fusion des Westfield Retail Trust und des australischen und neuseeländischen Geschäftsbereichs der Westfield Group gegründet.[4]